# Spirogloea muscicola
Spirogloea muscicola — вид мікроскопічних водоростей з відділу харофітів (Charophyta), єдиний у порядку Spirogloeales. Росте на вологій поверхні каменів та на вологому ґрунті у помірному кліматичному поясі Європи.

## Історія досліджень
Вид описаний у 1858 році німецьким ботаніком Генріхом де Барі під назвою Spirotaenia muscicola зі зразків зібраних у горах Шварцвальд в Німеччині. Від відніс вид до родини Zygnemataceae. З цього часу дослідженням виду ніхто не займався. У 2006 році німецький ботанік Міхаель Мелконян (Michael Melkonian) зібрав зразки водоростей з поверхні камення у лісі неподалік Кельна. У 2019 році науковці проаналізували геном цієї водорості та водорості Mesotaenium endlicherianum, і дійшли висновку, що вони (а, відповідно у всі харофіти) є найблищими родичами всіх сучасних наземних рослин. Крім того, ґрунтуючись на молекулярних дослідженнях, водорость виокремили у монотиповий рід Spirogloea монотипової родини Spirogloeaceae монотипового порядку Spirogloeales у класі зигнематофіцієвих (Zygnematophyceae).